# Stanislas de Clermont-Tonnerre
Stanislas Marie Adelaide, comte de Clermont-Tonnerre, francoski politik in častnik, * 10. oktober 1757, Pont-a-Mousson, † 10. avgust 1792, Pariz.
Umorjen je bil 10. avgusta 1792 med obrambo tuileriške palače v Parizu.